# Sjölanda
Sjölanda är en bebyggelse i Trollhättans kommun vid norra stranden av Sjölandasjön (även kallad Trehörningen), en mil söder om Trollhättan. Sjölanda var från 2020 till 2023 av SCB avgränsad till en småort. Vid avgränsningen 2023 klassades den som sammanväxt med småorten Baggeryr och Gråbo och bildade då en tätort. 